# Brug 754
Brug 754 is een vaste brug in Amsterdam Nieuw-West.
De brug is gelegen in de Pieter Calandlaan en voert over de Hoekenesgracht. Die naam kreeg de gracht pas na de aanleg. Ten noordwesten van de brug ligt het Stadspark Osdorp met daarin opgenomen de Pauluskerk. Ten noordoosten stond van 1976 tot 2003 het gebouw van de eindschool van het Calandlyceum, toen nog Osdorper Schoolgemeenschap geheten. In 2003 werd dit gebouw vervangen door woningbouw en kwam een nieuw gebouw voor de school meer naar het oosten aan de Pieter Calandlaan.
Het kunstwerk is in 1959 ontworpen door Dick Slebos van de Dienst der Publieke Werken in Amsterdam. Op 2 november 1959 volgde een openbare aanbesteding voor deze brug en bijbehorende werken. De oplevering volgde in het voorjaar van 1961. De brug wordt gedragen door 192 betonnen heipalen en is opgebouwd uit beton, graniet (pijlersteunen) en staal. De leuningen kregen een spel met de kleuren marineblauw en Ardennengrijs, te leveren door Vettewinkel aan de Prins Hendrikkade 80, Amsterdam.
Bij oplevering werden vier bloembakken en een sokkel voor een beeld geïntegreerd op de landhoofden. Bovendien was er aan de zuidoostkant een terrasje met drie bankjes. Het terras leidde mede tot een PTT/GEB-ruimte onder de brug. Deze extra’s (een beeld heeft er waarschijnlijk nooit gestaan) verdwenen bij een herinrichting van de omgeving. Tramlijn 1 werd in 2001 verlegd en verlengd richting De Aker en rijdt sinds december van dat jaar over de brug. Ten tijde van de bouw van brug 754 werd nog rekening gehouden met de komst van een verlengde Cornelis Lelylaan, die ook een brug over de Hoekenesgracht zou krijgen. Die verlenging vanaf Meer en Vaart werd nooit aangelegd.
In 2018 is de verdeling van het brugdek van zuid naar noord:
- voetpad richting stad
- fietspad richting stad
- een baan voor autoverkeer richting stad

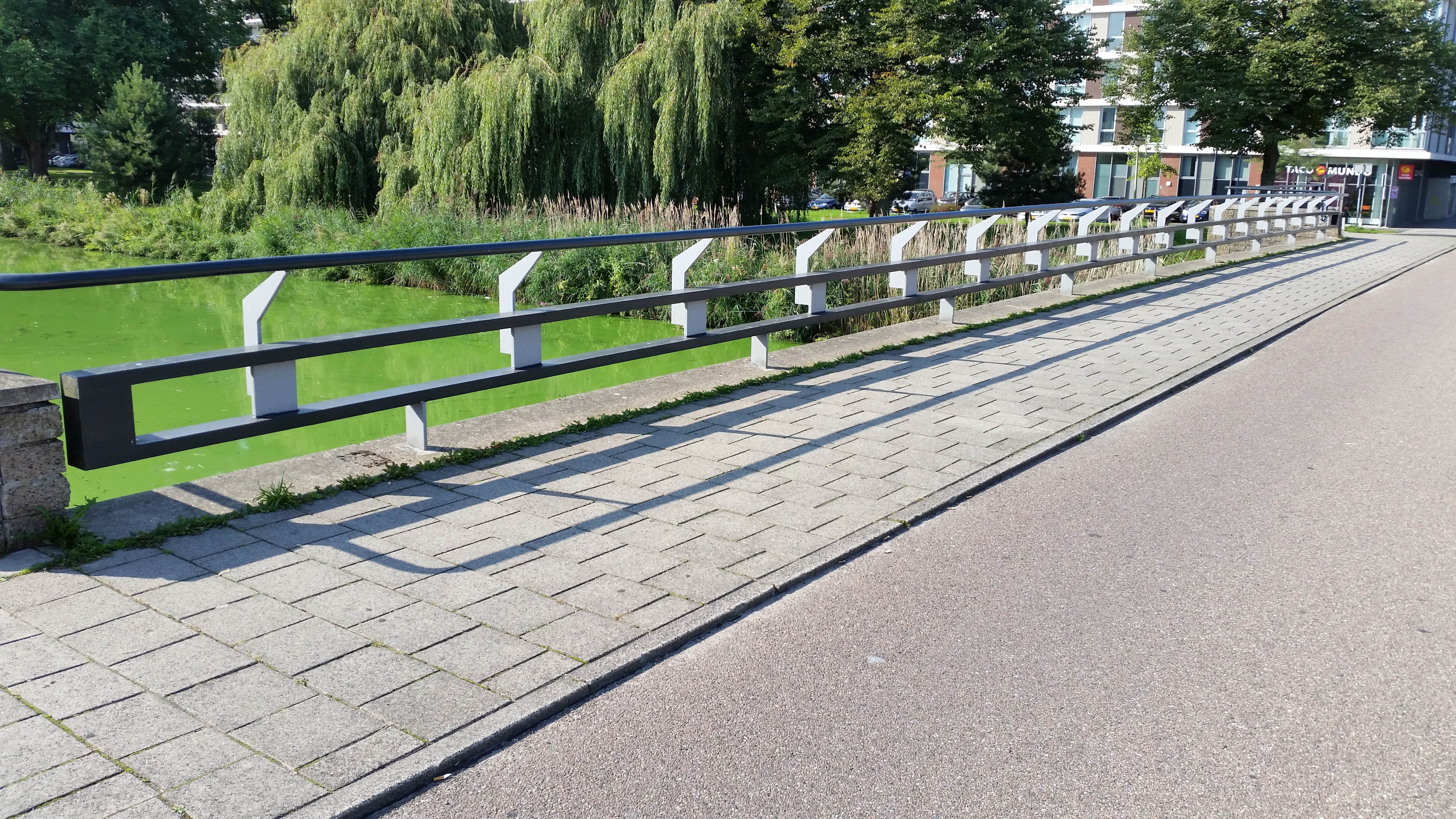
Brugleuning in specifieke kleuren (september 2018)

- middenberm met tramhaltes van tramlijn 1 (beide richtingen) met bijbehorende voetgangersruimten
- een baan voor autoverkeer richting west
- een fietspad richting west
- een voetpad richting west.

<<< · 700 · 701 · 702 · 703 · 704 · 705 · 706 · 707 · 708 · 709 · 710 · 711 · 712 · 713 · 714 · 715 · 716 · 717 · 718 · 719 · 720 · 721 · 722 · 725 · 726 · 729 · 730-738 · 739 · 740 · 741 · 742 · 743 · 744 · 745 · 746 · 747 · 748 · 749 · 751 · 752 · 753 · 754 · 755 · 756 · 757 · 758 · 759 · 760 · 761 · 762 · 763 · 764 · 765 · 766 · 767 · 768 · 769 · 770 · 771 · 772 · 773 · 775 · 776 · 777 · 778 · 779 · 780 · 781 · 782 · 783 · 784 · 786 · 787 · 788 · 789 · 790 · 791 · 792 · 793 · 794 · 795 · 797 · >>>
Brugnummers  723, 724, 727, 728, 750, 774, 785, 796 (niet gerealiseerde brug over de Slotervaart), 798 en 799 zijn niet vergeven.